# Lula (Géorgie)
Pour les articles homonymes, voir Lula (homonymie).
Lula est une ville américaine située dans les comtés de Banks et de Hall, en Géorgie. Selon le recensement de 2020, sa population est de 2 822 habitants.